# Regel van Zajtsev
In de organische chemie is de regel van Zajtsev (ook gespeld als Zaytsev, Saytzev, Saytsev of Saytseff) een regel die stelt dat wanneer bij een eliminatiereactie (eliminatie van een halogeen of alcohol) meerdere alkenen kunnen gevormd worden, het meest gesubstitueerde (ook wel het stabielste carbokation) alkeen in grootste mate wordt gevormd (oftewel: het alkeen met het minst aantal waterstofatomen rond zich wordt het meest gevormd). De regel werd genoemd naar de Russische scheikundige Aleksandr Michailovitsj Zajtsev. Een illustratie van dit principe is de dehydrobromering van 2-broom-2-methylpentaan tot 2-methylpent-2-een (meest gevormd) en 2-methylpent-1-een (minst gevormd):

## Oorzaken
Er zijn verschillende oorzaken voor dit principe. De gangbaarste is dat naarmate een C=C-groep meer substituenten bevat, er meer mogelijkheden zijn voor orbitaalinteracties van de p-orbitalen van de dubbele binding met naburige (sp3-gehybridiseerde) orbitalen van de substituenten. Wanneer deze subsituenten voornamelijk alkylgroepen zijn, wordt deze stabilisatie versterkt door het elektronendonerend karakter van alkylgroepen. Deze interacties stabiliseren de dubbele binding. Het effect kan ook toegeschreven worden aan hyperconjugatie door een stabiliserende interactie tussen de HOMO van de alkylgroep met de LUMO van de dubbele binding.
Soms kunnen anti-Zajtsev-eliminaties plaatsgrijpen. Wanneer de gebruikte base voor de eliminatie zeer volumineus is (bijvoorbeeld lithiumdi-isopropylamide of kalium-tert-butoxide), dan kan het minst sterisch gehinderde waterstofatoom geabstraheerd worden, ongeacht of hierbij het meest of minst gesubstitueerde alkeen wordt gevormd. Een voorbeeld is de eliminatiereactie van 2-broom-2-methylbutaan met kalium-tert-butoxide:
Samen met de regel van Markovnikov vormt de regel van Zajtsev een fenomenologische beschrijving van de reactie van alkenen met waterstofhalogeniden of de vorming van alkenen onder afstaan van een waterstofhalogenide.